# Каблуков, Николай Алексеевич
Николай Алексеевич Каблуков (5 [17] октября 1849, Марфино, Московская губерния, Российская империя — 17 октября 1919, Москва, РСФСР) — русский экономист, земский статистик, доктор политической экономии и статистики (1899), ординарный профессор Московского университета. Старший брат физикохимика Ивана Алексеевича Каблукова.

## Биография
Родился 5 (17) октября 1849 года в вотчине графа В. Н. Панина селе Марфино Московского уезда Московской губернии (ныне Мытищинский район Московской области) — в семье зубного врача из вольноотпущенных крепостных.
Окончил 4-ю Московскую гимназию и юридический факультет Московского университета (1871). После короткой службы по судебному ведомству, занялся адвокатурой и стал печатать статьи и заметки в неофициальной части «Пензенских губернских ведомостей» и в редактируемой Коршем газете «Санкт-Петербургские ведомости».
С 1874 года состоял на службе в Статистическом управлении московской губернской земской управы; в 1877 году в качестве второго заведующего отделением руководил статистическими обследованиями в Московской губернии — им были обработаны статистико-экономические и оценочные сведения по шести уездам губернии (т. II и III «Сборника статист. свед. Московской губ.», 1877 и 1878); им же написано «Введение к экономическим таблицам» в т. II того же «Сборника». В 1879 году Каблуков поместил в той же серии изданий (т. V, вып. 1-й) исследование «Хозяйство частных владельцев»; это — едва ли не первая подробная разработка предмета, основанная на массовом научном наблюдении и освещающая вопрос с народнохозяйственной точки зрения.
В 1879 году он был командирован Московским университетом за границу и работал в Страсбурге; Берлине, Галле, Париже и Лондоне; поместил в это время в Конрадовских «Jahrb ü cher» рецензию на книжку A. Thun’a, «Landwirthschaft und Gewerbe in Mittelrussland».
В 1880-х годах он активно занимался публицистической деятельности, много печатался в различных российских изданиях. В 1882 году Каблуков вёл внутреннее обозрение в «Земстве»; с 1885 года редактировал экономический отдел «Юридического вестника»; кроме этого его статьи помещались в «Неделе», «Русской Правде», «Критическом Обозрении», «Русском Курьере», «Русских Ведомостях», «Русской Мысли», «Русском Богатстве» и в Брауновском «Archiv f ür Social e Gesetzgebung und Statistik» (две рецензии на книги Кнаппа и статья о русской продовольственной системе). В своих публикациях он доказывал преимущества мелких крестьянских хозяйств.
С 1882 года Н. А. Каблуков заведовал 1-м студенческим общежитием Московского университета и принимал участие в деятельности Московского уездного училищного совета.
Каблуков был первым секретарём Статистического отделения Московского юридического общества и впоследствии состоял в нём товарищем председателя.
В 1884 году вышла в свет капитальная работа Каблукова «Вопрос о рабочих в сельском хозяйстве», за которую, в 1885 году, он получил степень магистра политической экономии. На немецком языке («Die l ä ndliche Arbeiterfrage») книга была напечатана в Штутгарте (1887 и 2-е изд. в 1889).
С октября 1885 года — заведующий статистическим отделением московской губернской земской управы. Под его редакцией были изданы девять томов «Статистического Ежегодника Московской губернии» (1885—1893) и Х том «Сборника статист. свед. по Московской губ.»: «Продовольственное дело».
В 1899 году защитил докторскую диссертацию «Об условиях развития крестьянского хозяйства в России» (1-е изд. — 1898; 2-е изд., перераб. и доп. — 1908).
Отличительная черта всех трудов Каблукова — стремление изучать научными приемами хозяйственный быт русского народа, открывать этим путём его многочисленные нужды и причины его крайней необеспеченности и с этой точки зрения оценивать «статику и динамику текущей современности».
С 1894 года в качестве приват-доцента он преподавал экономику сельского хозяйства и статистику на юридическом факультете Московского университета, с 1903 года — экстраординарный, с 1905 года — ординарный профессор кафедры политической экономии и статистики; с 1911 года преподавал политическую экономию.
Преподавал также в Межевом институте.
Также он руководил оценкой недвижимых имуществ в 1898—1900 гг., редактировал результаты этой оценки и написал вступительные статьи к двум томам издания: «Московская губерния по местным обследов. 1898—1900 гг.». Принимал участие в экспертизе земско-статистических работ по губерниям Калужской, Таврической, Черниговской, Костромской и Олонецкой и в устройстве текущей статистики в Вятской губ.
С 1894 по 1905 годы печатал статьи по экономическим вопросам в «Новом Слове» (первой редакции), «Русских Ведомостях», «Журнале для всех», «Экономической Газете», «Союзе Потребителей». В сборнике «Влияние урожаев и т. д.» (1897) ему принадлежит статья: «Значение хлебных цен для частного землевладения в Европейской России». Он — автор учебника «Курс статистики» (М., 1911).
В 1911 году был избран председателем Общества имени А. И. Чупрова для разработки общественных наук.
Он был активным гласным московского земства, членом Союза освобождения, одним из основателей Конституционно-демократической партии — являясь членом её ЦК, примыкал к левому крылу партии.
После Октябрьской революции Каблуков был избран председателем Исполнительной комиссии всероссийских съездов статистиков и председатель Совета по делам статистики при ЦСУ (1918).
Член Императорского Вольного экономического общества, Московского общества сельского хозяйства, Московского юридического общества.

## Сочинения
- Об условиях развития крестьянского хозяйства в России : Очерки по экономии землевладения и земледелия — 2-е изд., во многом перераб. и доп. — Москва : тип. т-ва И. Д. Сытина, 1908. — XVI, 398, II с.
- Политическая экономия : (курс лекций) — Москва : Изд. Г. А. Лемана и С. И. Сахарова, 1918. — 367 с. : табл.
- Статистика : (теория и методы статистики. Основные моменты в истории ее развития. Краткий очерк статистики народонаселения) — Изд. 3-е, (с одним доп.). — Москва : Г. А. Леман и С. И. Сахаров, 1918. — XII, 319, [3] с.